# پیز موراون
پیز موراون (به لاتین: Piz Muraun) یک کوه در سوئیس است که در کانتون گراوبوندن واقع شده‌است. پیز موراون ۲٬۸۹۷ متر بالاتر از سطح دریا واقع شده‌است.